# مزاحم الباجه جي
مزاحم امين الباجه جي (1309 - 1402 هـ / 1891 - 1982 م) هو سياسي ودبلوماسي عراقي  ، يرجع أصل أسرته لمدينة الموصل ولقبيلة شمر العربية، أصبح في عام 1924 عضوا في المجلس التأسيسي العراقي كممثل للحلة، وزير للعدل، وممثل سياسي للعراق في لندن عام 1927، ووزيرا للداخلية في العراق عام 1931، ومندوبا للعراق في عصبة الأمم المتحدة ثم سفيرا متجولا للعراق في أوروبا.

## نشاطه السياسي
كان معروفا بميوله القومية العربية بشكل عام وتأييده للقضية الفلسطينية بشكل أخص وله علاقات وطيدة مع محمد أمين الحسيني الرمز الفلسطيني.
قاد العراق الباجه جي في دوره كرئيس الوزراء خلال الحرب في فلسطين وقام بأرسال أكبر عدد من الجنود من كل الجيوش العربية إلى فلسطين من أجل إنقاذ الفلسطينيين من الأستفحال الصهيوني ولكن أشتبك بشكل شرس مع الملكيين في العراق والأردن. عندما اكتشف تلاعب الملك عبد الله أقترح السيد مزاحم الباجه جي على رئيس وزراء مصر النقراشي أن يحتل الجيش العراقي والجيش المصري الأردن ويعتقلا الملك عبد الله ويخلصا العرب منه. تردد رئيس وزراء مصر أول الأمر، ولكنه بعد ذلك رفض التعاون مع العراق في مثل هذه المغامرة. نشر الصهيونيون بعد ذلك مجموعة من الكتب تبين منها أن الملك عبد الله كان على اتصال مع اليهود خلال الحرب الفلسطينية، وعلى رغم من كونه قائد عام في بداية الحرب، إلا أن كان يتآمر في السر مع اليهود، وهذا يبرهن على صواب اقتراح رئيس وزراء العراق حول احتلال الأردن أعتقال الملك عبد الله ولكن تخوف المصريين فوت على العرب فرصة مهمة. حسب الوثائق المبوبة من الإستخبارات المركزية الأمريكية تقاتل الباجه جي ضد نظيره الأردني في لقاء خاص في بيروت بسبب الإرادة الأردنيين بالقبول لهدنة بين الجيوش العربية وإسرائيل. ومن الواضح من الوثائق ان الاستخبارات المركزية الأمريكية كانت تتجسس على الباجه جي بشكل مستمر. حسب هذه الوثائق وصف الباجه جي الاقتراحات الأردنية أستسلام وخيانة للغاية وصرخ على بقية الحكام العرب الذين كانوا موجودين في اللقاء ورفض الهدنة بكل شدة. يقال من خلال هذه الوثائق المنيرة عروبته ورجولته تنكشف بالوضوح. كتب له الشاعر العراقي المحبوب محمد مهدي الجواهري قصيدة قوية مدح الباجه جي لصموده في الدفاع عن فلسطين وعنوانها «إلى الباجه جي في نكبته.»
أما موقفه من مصر وبداية علاقته بالرئيس عبدالناصر فمن الصعب تحديدها، إلا أن مزاحم الباجه جي صرح لأحدى الصحف العراقية بانه ينظر «إلى رجال العهد القائم في مصر نظرة إعجاب بالغة، فإنهم والحق يمثلون الكرامة والرجولة والبطولة». وأيد مزاحم الباجه جي موقف مصر من الاحداث التي شهدتها سوريا، وصحة التصريحات التي أدلى بها الرئيس المصري محمد نجيب بخصوص ضرورة تنبيه السوريين لمخاطر الانقلاب العسكري الذي شهدته بلادهم ودور القوى الخارجية فيه، وتخوف مزاحم الباجه جي من التطورات الداخلية التي شهدتها مصر وأعتزال محمد نجيب من جميع وظائفه رئيساً للجمهورية، والانقسامات التي ظهرت هناك، وقال بهذا الصدد «إن إقالة نجيب من الحكم كانت غلطة كبيرة ارتكبها مجلس قيادة الثورة – أن إعادته الآن إلى الحكم كان قراراً جيداً وحكيماً، ولكني مع الأسف الكثير لا أتوقع زوال آثار تلك الغلطة بسرعة إن لم تتطور وتنفجر بعد ذلك بما لا يوافق مصلحة العرب». وللاطلاع عن كثب على مجريات الأحداث في مصر سافر مزاحم الباجه جي إلى القاهرة يوم الخامس عشر من آذار 1954، وأتصل به جمال عبد الناصر ورتب له لقاء مع الرئيس محمد نجيب بعد ان جرى اللقاء الأول بينهما وكان ودياً للغاية ودارت بينهما أحاديث شتى أظهرت أنهما كانا على اتفاق تام في جميع الاتجاهات. وفي لقاءه بالرئيس محمد نجيب أكد مزاحم الباجه جي له «أن كل خلل يصيب الأوضاع في مصر يؤدي حتماً إلى تبلبل في بلاد العرب، ويفسح المجال لفائدة الإستعمار وربيبته الغادرة إسرائيل»، وأستطرد مزاحم الباجه جي قائلاً: «أن إتفاق رجال الثورة في مصر، وسيرهم متحدين متراصين في سبيل تحقيق اهدافها الاجتماعية والاصلاحية والسياسية هو ما تفرضه واجبات العروبة»، وأستمرت علاقة مزاحم الباجه جي برجال الثورة المصرية، لاسيما مع جمال عبد الناصر الذي أيده الباجه جي في سياسته وتوقيعه إتفاق الجلاء مع بريطانيا، وإعلان الدستور المصري الجديد، وتبرع مزاحم الباجه جي في نهاية عام 1955 بمبلغ من المال لتسليح الجيش المصري، وتلقى كتاب شكر من جمال عبد الناصر رئيس مجلس الوزراء المصري على مبادرته الكريمة في دعم القوات المسلحة المصرية لأستكمال اسباب الدفاع عن مصر «والذود عن كيان العروبة وشعوبها والقضاء على كل معتد على اراضيها».
وبسبب علاقاته الوثيقة بالرئيس جمال عبد الناصر وتأييده لسياسته في مصر فقد كتبت دائرة التحقيقات الجنائية العراقية عنه تقريراً في عام 1956 اشارت فيه إلى انه أصبح داعية لحكومة مصر، وتبرع لها بمبلغ من المال، وانه يؤيد سياستها في المحافل السياسية العراقية، وطالبت بمتابعته.
جاء قيام ثورة الرابع عشر من تموز 1958 تعبيراً عن بداية عهد سياسي جديد في العراق، فلقد سقط النظام الملكي، وقام على أنقاضه النظام الجمهوري وفي هذه الفترة كان مزاحم الباجه جي خارج العراق، فسارع لارسال برقية تهنئة إلى الزعيم عبدالكريم قاسم بأنتصار الثورة وسقوط الملكية وكانت هذه المناسبة فرصة له لكي يثبت في برقيته «لتحيا القومية العربية والوحدة وليسقط الاستعمار» رغم انه تألم على المصير الذي ألم بالعائلة المالكة العراقية من قتل وسحل في الشوارع وتمثيل في الجثث، فضلاً عما حل بغريمه نوري السعيد الذي قتل في اليوم التالي من قيام الثورة في أحد شوارع بغداد.
كان أثر الثورة العراقية عام 1958 عميقاً في نفس مزاحم الباجه جي لأنه أعتقد أنها حققت ما كان يصبوا إليه ويبشر به في السنوات الاخيرة من خمسينات القرن العشرين لأنها «أعادت العراق إلى أحضان القومية العربية، وجعلت منه عنصراً فعالاً في إشاعة روح التضامن والتفاهم بين البلاد العربية، وفي التمهيد لتحقيق أهداف العروبة المقدمة في الاتحاد والوحدة»، وان الإنجازات التي حققتها من عمرها القصير «كانت عظيمة»
لم يتسن لمزاحم الباجه جي ان يبقى في العراق بعد ان نشبت الخلافات بين الزعيم عبدالكريم قاسم ورفاقه، فغادر بغداد في نهاية شهر تشرين الثاني 1958 إلى جنيف، وهناك عرضت عليه إحدى السفارات في أوروبا، فقبلها بعد تردد، وعندما طلب اليه رئيس الوزراء عبد الكريم قاسم القدوم إلى بغداد لمباحثاته بخصوص اقتراحه دمج بعض السفارات في أوروبا توخياً للاقتصاد وتجنباً للازدواجية، اعتذر بحجة سوء صحته عن العودة إلى بغداد، فبقي في جنيف حتى عام 1962، ليعود منها ويزور الزعيم عبد الكريم قاسم في مكتبه، وأصطحبه الزعيم في جولة ليلية في بغداد، واقام له محمد سلمان وزير النفط وكان صديقاً له حفلة كبرى على شرفه، وخلال السنة الاخيرة من حكم الزعيم عبد الكريم قاسم ألتقى به مزاحم الباجه جي أربع مرات، وكانت آخر مقابلة له مع الزعيم في 18/كانون الثاني/1963، اذ سأله عبد الكريم قاسم فيها عن الطرق الدستورية في انتخاب رؤساء الجمهورية، ويبدو ان الزعيم كان «يفكر في وضع دستور جديد يقوم على النظام الرئاسي».
وبالنظر لاصابة مزاحم الباجه جي بالصمم الكامل، وتقدمه في السن، اذ تجاوز السبعين بسنتين في عام 1963، ووفاة عدد من اصدقائه مثل الشيخ محمد رضا الشبيبي الذي توفي في عام 1965 آثر مزاحم الباجه جي حياة الهدوء والعزلة، وتقبل زيارات بعض المسؤولين في العهد العارفي مثل رئيس الوزراء عبدالرحمن البزاز في عهد عبدالسلام عارف، ودفاعه عن البزاز ضد الإتهامات التي وجهها كامل الخطيب أحد نواب رئيس محكمة التمييز له في الثاني من تشرين الأول 1966، وما إلى ذلك من جوانب كان أهمها نكسة الخامس من حزيران 1967 التي كان وقعها ثقيلاً عليه وعلى الامة العربية حتى تعيين نجله عدنان سفيراً وممثلاً دائماً للعراق في الامم المتحدة إبان حكومة طاهر يحيى الأخيرة التي شكلها في العاشر من تموز 1967، فكان بعد هذه الفترة يتردد على أبو ظبي مرة أو مرتين حتى وافاه الأجل المحتوم في الثالث والعشرين من ايلول 1982 ليدفن في جنيف في المقبرة الإسلامية حسب وصيته، بعد ان دارت الدائرة آخر دوراتها في حياته بتوقف قلبه، فغادر الدنيا بعد ان ترك السياسة قبلها بأربعة عشر سنة، مخلفاً ارثاً تاريخياً ورصيداً سياسياً